# Zabukovje (Šentrupert)
Zabukovje is een plaats in Slovenië en maakt deel uit van de gemeente Šentrupert in de NUTS-3-regio Jugovzhodna Slovenija. De plaats telde 76 inwoners op 1 januari 2020.